# 도요우라정 (이바라키현)
도요우라정(豊浦町)은 이바라키현 다가군에 일찍이 존재했던 정이다.

## 지리
현 히타치시 북부 리쿠젠하마 가도의 가와지리주쿠를 중심으로 한 주오역 남부 일대에 위치하며, 태평양에 접해 가와지리항과 우노미사키 등이 있다. 헤세 대합병 이전에는 주오정과 인접해 있어 시에서도 가장 북쪽에 위치했다.

## 역사
- 1889년 4월 1일 - 정촌제 시행에 의해 다가군 도요우라정이 성립하였다.
- 1956년 9월 20일 - 히타치시에 편입해 소멸하였다.

## 인구
| 1891년 | 2,418 |  |
| 1920년 | 3,647 |  |
| 1935년 | 3,692 |  |
| 1950년 | 4,449 |  |
| 1956년 | 4,431 |  |

## 교통

### 철도
- 일본국유철도 (→동일본 여객철도)
  - 조반선

### 도로
- 1급국도
  - 국도 제6호선

## 참고문헌
- 日立市史編さん委員会編『日立市史』、日立市、1959年
- 日立市史編さん委員会編『新修日立市史』、日立市、1994年
- 角川日本地名大辞典編纂委員会『가도카와 일본 지명 대사전 8 茨城県』、가도카와 쇼텐、1983年 ISBN 4040010809